# Система Кронквиста
Система Кронквиста (англ. Cronquist system) — таксономическая система классификации цветковых растений, разработанная американским ботаником Артуром Кронквистом (1919—1992) в его двух научных трудах «Единая система классификации цветковых растений» (англ. An Integrated System of Classification of Flowering Plants), 1981 и «Эволюция и классификация цветковых растений» (англ. The Evolution and Classification of Flowering Plants), первое издание — 1968, второе — 1988.
Система Кронквиста поместила все цветковые растения в два основных класса: Однодольные и Двудольные. Порядки были разбиты на подклассы.
Эта система до сих пор используется в мире, как в первоначальном виде, так и более адаптированном. Однако многие ботаники с недавнего времени стали ссылаться на более позднюю систему классификации Angiosperm Phylogeny Group и её последующие версии APG II — APG IV.
В книге «Единая система классификации цветковых растений» 1981 года перечислено 321 семейство растений, разбитых на 64 порядка:

## КлассДвудольные(Magnoliopsida)

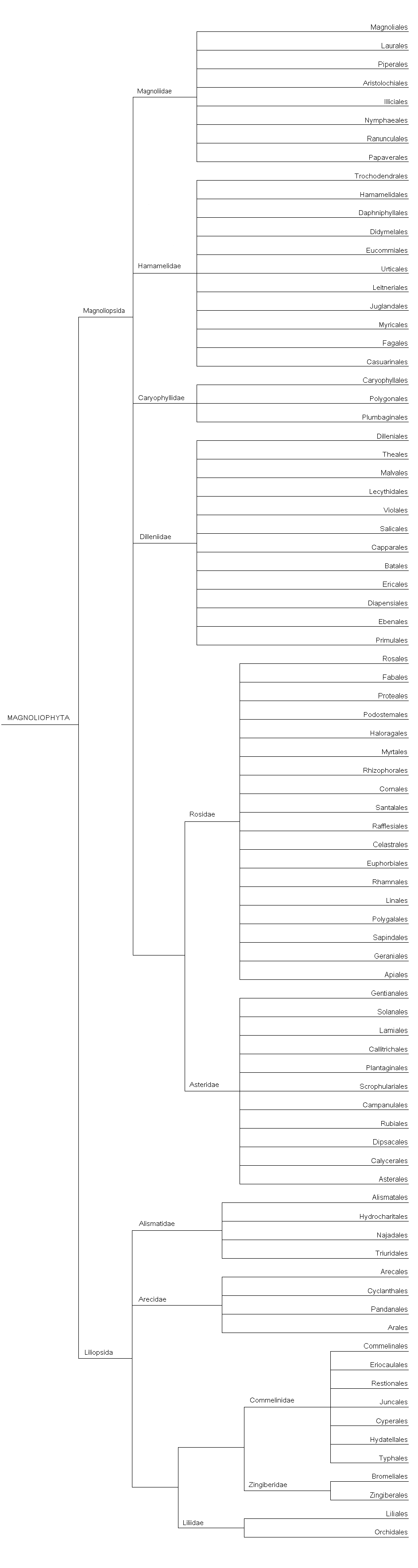
Дерево порядков цветковых растений, построенное в соответствии с системой Кронквиста

### Подкласс Magnoliidae
1. Порядок Магнолиецветные (Magnoliales)
  1. Винтеровые (Winteraceae)
  2. Дегенериевые (Degeneriaceae)
  3. Гимантандровые (Himantandraceae)
  4. Эвпоматиевые (Eupomatiaceae)
  5. Австробэйлиевые (Austrobaileyaceae)
  6. Магнолиевые (Magnoliaceae)
  7. Лакторисовые (Lactoridaceae)
  8. Анноновые (Annonaceae)
  9. Мускатниковые (Myristicaceae)
  10. Канелловые (Canellaceae)
2. Порядок Лавроцветные (Laurales)
  1. Амборелловые (Amborellaceae)
  2. Тримениевые (Trimeniaceae)
  3. Монимиевые (Monimiaceae)
  4. Гомортеговые (Gomortegaceae)
  5. Каликантовые (Calycanthaceae)
  6. Идиоспермовые (Idiospermaceae)
  7. Лавровые (Lauraceae)
  8. Эрнандиевые (Hernandiaceae)
3. Порядок Перечноцветные (Piperales)
  1. Хлорантовые (Chloranthaceae)
  2. Савруровые (Saururaceae)
  3. Перцевые (Piperaceae)
4. Порядок Кирказоноцветные (Aristolochiales)
  1. Кирказоновые (Aristolochiaceae)
5. Порядок Бадьяноцветные (Illiciales)
  1. Бадьяновые (Illiciaceae)
  2. Лимонниковые (Schisandraceae)
6. Порядок Кувшинкоцветные (Nymphaeales)
  1. Лотосовые (Nelumbonaceae)
  2. Кувшинковые (Nymphaeaceae)
  3. Барклайевые (Barclayaceae)
  4. Кабомбовые (Cabombaceae)
  5. Роголистниковые (Ceratophyllaceae)
7. Порядок Лютикоцветные (Ranunculales)
  1. Лютиковые (Ranunculaceae)
  2. Цирцеастровые (Circaeasteraceae)
  3. Барбарисовые (Berberidaceae)
  4. Сарджентодоксовые (Sargentodoxaceae)
  5. Лардизабаловые (Lardizabalaceae)
  6. Луносемянниковые (Menispermaceae)
  7. Кориариевые (Coriariaceae)
  8. Сабиевые (Sabiaceae)
8. Порядок Макоцветные (Papaverales)
  1. Маковые (Papaveraceae)
  2. Дымянковые (Fumariaceae)

### Подкласс Hamamelididae
1. Порядок Троходендроцветные (Trochodendrales)
  1. Тетрацентровые (Tetracentraceae)
  2. Троходендровые (Trochodendraceae)
2. Порядок Гамамелисоцветные (Hamamelidales)
  1. Багрянниковые (Cercidiphyllaceae)
  2. Эвптелейные (Eupteleaceae)
  3. Платановые (Platanaceae)
  4. Гамамелисовые (Hamamelidaceae)
  5. Миротамновые (Myrothamnaceae)
3. Порядок Волчелистникоцветные (Daphniphyllales)
  1. Волчелистниковые (Daphniphyllaceae)
4. Порядок Дидимелесоцветные (Didymelales)
  1. Дидимелесовые (Didymelaceae)
5. Порядок Эвкоммиецветные (Eucommiales)
  1. Эвкоммиевые (Eucommiaceae)
6. Порядок Крапивоцветные (Urticales)
  1. Барбеевые (Barbeyaceae)
  2. Вязовые (Ulmaceae)
  3. Коноплёвые (Cannabaceae)
  4. Тутовые (Moraceae)
  5. Цекропиевые (Cecropiaceae)
  6. Крапивные (Urticaceae)
  7. Физеновые (Physenaceae)
7. Порядок Лейтнериецветные (Leitneriales)
  1. Лейтнериевые (Leitneriaceae)
8. Порядок Орехоцветные (Juglandales)
  1. Роиптелейные (Rhoipteleaceae)
  2. Ореховые (Juglandaceae)
9. Порядок Восковникоцветные (Myricales)
  1. Мириковые (Myricaceae)
10. Порядок Букоцветные (Fagales)
  1. Баланоповые (Balanopaceae)
  2. Тикодендровые (Ticodendraceae)
  3. Буковые (Fagaceae)
  4. Нотофаговые (Nothofagaceae)
  5. Берёзовые (Betulaceae)
11. Порядок Казуариноцветные (Casuarinales)
  1. Казуариновые (Casuarinaceae)

### Подкласс Caryophyllidae
1. Порядок Гвоздикоцветные (Caryophyllales)
  1. Лаконосовые (Phytolaccaceae)
  2. Ахатокарповые (Achatocarpaceae)
  3. Никтагиновые (Nyctaginaceae)
  4. Аизооновые (Aizoaceae)
  5. Дидиереевые (Didiereaceae)
  6. Кактусовые (Cactaceae)
  7. Маревые (Chenopodiaceae)
  8. Амарантовые, или Щирицевые (Amaranthaceae)
  9. Портулаковые (Portulacaceae)
  10. Базелловые (Basellaceae)
  11. Мутовчатковые, или Моллюгиновые (Molluginaceae)
  12. Гвоздичные (Caryophyllaceae)
2. Порядок Гречихоцветные (Polygonales)
  1. Гречишные (Polygonaceae)
3. Порядок Плюмбагоцветные (Plumbaginales)
  1. Плюмбаговые, или Свинчатковые (Plumbaginaceae)

### Подкласс Dilleniidae
1. Порядок Диллениецветные (Dilleniales)
  1. Диллениевые (Dilleniaceae)
  2. Пионовые (Paeoniaceae)
2. Порядок Чаецветные (Theales)
  1. Охновые (Ochnaceae)
  2. Сферосепаловые (Sphaerosepalaceae)
  3. Сарколеновые (Sarcolaenaceae)
  4. Диптерокарповые (Dipterocarpaceae)
  5. Кариокаровые (Caryocaraceae)
  6. Чайные (Theaceae)
  7. Актинидиевые (Actinidiaceae)
  8. Сцитопеталовые (Scytopetalaceae)
  9. Пентафилаксовые (Pentaphylacaceae)
  10. Тетрамеристовые (Tetrameristaceae)
  11. Пеллициеровые (Pellicieraceae)
  12. Онкотековые (Oncothecaceae)
  13. Маркгравиевые (Marcgraviaceae)
  14. Куиновые (Quiinaceae)
  15. Повойничковые (Elatinaceae)
  16. Паракрифиевые (Paracryphiaceae)
  17. Медузагиновые (Medusagynaceae)
  18. Клузиевые (Clusiaceae)
3. Порядок Мальвоцветные (Malvales)
  1. Элеокарповые (Elaeocarpaceae)
  2. Липовые (Tiliaceae)
  3. Стеркулиевые (Sterculiaceae)
  4. Бомбаксовые (Bombacaceae)
  5. Мальвовые (Malvaceae)
4. Порядок Лецитисоцветные (Lecythidales)
  1. Лецитисовые (Lecythidaceae)
5. Порядок Непентоцветные (Nepenthales)
  1. Саррацениевые (Sarraceniaceae)
  2. Непентовые (Nepenthaceae)
  3. Росянковые (Droseraceae)
6. Порядок Фиалкоцветные (Violales)
  1. Флакуртиевые (Flacourtiaceae)
  2. Перидисковые (Peridiscaceae)
  3. Биксовые (Bixaceae)
  4. Ладанниковые (Cistaceae)
  5. Гуовые (Huaceae)
  6. Лакистемовые (Lacistemataceae)
  7. Сцифостегиевые (Scyphostegiaceae)
  8. Стахиуровые (Stachyuraceae)
  9. Фиалковые (Violaceae)
  10. Гребенщиковые (Tamaricaceae)
  11. Франкениевые (Frankeniaceae)
  12. Дионкофилловые (Dioncophyllaceae)
  13. Анцистрокладовые (Ancistrocladaceae)
  14. Тёрнеровые (Turneraceae)
  15. Мальзербиевые (Malesherbiaceae)
  16. Страстоцветные, или Пассифлоровые (Passifloraceae)
  17. Ахариевые (Achariaceae)
  18. Папайевые (Caricaceae)
  19. Фукьериевые (Fouquieriaceae)
  20. Гоплестигмовые (Hoplestigmataceae)
  21. Тыквенные (Cucurbitaceae)
  22. Датисковые (Datiscaceae)
  23. Бегониевые (Begoniaceae)
  24. Лоазовые (Loasaceae)
7. Порядок Ивоцветные (Salicales)
  1. Ивовые (Salicaceae)
8. Порядок Каперсоцветные (Capparales)
  1. Товариевые (Tovariaceae)
  2. Каперсовые (Capparaceae)
  3. Капустные, или Крестоцветные (Brassicaceae)
  4. Моринговые (Moringaceae)
  5. Резедовые (Resedaceae)
9. Порядок Батоцветные (Batales)
  1. Гиростемовые (Gyrostemonaceae)
  2. Батовые (Bataceae)
10. Порядок Верескоцветные (Ericales)
  1. Цирилловые (Cyrillaceae)
  2. Клетровые (Clethraceae)
  3. Груббиевые (Grubbiaceae)
  4. Водяниковые (Empetraceae)
  5. Эпакрисовые (Epacridaceae)
  6. Вересковые (Ericaceae)
  7. Грушанковые (Pyrolaceae)
  8. Вертляницевые (Monotropaceae)
11. Порядок Диапенсиецветные (Diapensiales)
  1. Диапенсиевые (Diapensiaceae)
12. Порядок Эбеноцветные (Ebenales)
  1. Сапотовые (Sapotaceae)
  2. Эбеновые (Ebenaceae)
  3. Стираксовые (Styracaceae)
  4. Лиссокарповые (Lissocarpaceae)
  5. Симплоковые (Symplocaceae)
13. Порядок Примулоцветные (Primulales)
  1. Теофрастовые (Theophrastaceae)
  2. Мирсиновые (Myrsinaceae)
  3. Первоцветные (Primulaceae)

### Подкласс Rosidae
1. Порядок Розоцветные (Rosales)
  1. Брунеллиевые (Brunelliaceae)
  2. Коннаровые (Connaraceae)
  3. Эукрифиевые (Eucryphiaceae)
  4. Кунониевые (Cunoniaceae)
  5. Давидсониевые (Davidsoniaceae)
  6. Диалипеталантовые (Dialypetalanthaceae)
  7. Питтоспоровые, или Смолосемянниковые (Pittosporaceae)
  8. Библисовые (Byblidaceae)
  9. Гортензиевые (Hydrangeaceae)
  10. Колумеллиевые (Columelliaceae)
  11. Крыжовниковые (Grossulariaceae)
  12. Грейевые (Greyiaceae)
  13. Бруниевые (Bruniaceae)
  14. Анизофиллеевые (Anisophylleaceae)
  15. Альсевосмиевые (Alseuosmiaceae)
  16. Толстянковые (Crassulaceae)
  17. Цефалотовые (Cephalotaceae)
  18. Камнеломковые (Saxifragaceae)
  19. Розовые (Rosaceae)
  20. Неурадовые (Neuradaceae)
  21. Кроссосомовые (Crossosomataceae)
  22. Хризобалановые (Chrysobalanaceae)
  23. Суриановые (Surianaceae)
  24. Рабдодендровые (Rhabdodendraceae)
2. Порядок Бобовоцветные (Fabales)
  1. Мимозовые (Mimosaceae)
  2. Цезальпиниевые (Caesalpiniaceae)
  3. Бобовые (Fabaceae)
3. Порядок Протеецветные (Proteales)
  1. Лоховые (Elaeagnaceae)
  2. Протейные (Proteaceae)
4. Порядок Подостемоноцветные (Podostemales)
  1. Подостемоновые (Podostemaceae)
5. Порядок Сланоягодникоцветные (Haloragales)
  1. Сланоягодниковые (Haloragaceae)
  2. Гуннеровые (Gunneraceae)
6. Порядок Миртоцветные (Myrtales)
  1. Соннератиевые (Sonneratiaceae)
  2. Дербенниковые (Lythraceae)
  3. Rhynchocalycaceae
  4. Альзатеевые (Alzateaceae)
  5. Пенеевые (Penaeaceae)
  6. Криптерониевые (Crypteroniaceae)
  7. Волчниковые (Thymelaeaceae)
  8. Рогульниковые (Trapaceae)
  9. Миртовые (Myrtaceae)
  10. Гранатовые (Punicaceae)
  11. Кипрейные (Onagraceae)
  12. Олиниевые (Oliniaceae)
  13. Меластомовые (Melastomataceae)
  14. Комбретовые (Combretaceae)
7. Порядок Мангровые (Rhizophorales)
  1. Ризофоровые (Rhizophoraceae)
8. Порядок Кизилоцветные (Cornales)
  1. Алангиевые (Alangiaceae)
  2. Ниссовые (Nyssaceae)
  3. Кизиловые (Cornaceae)
  4. Гарриевые (Garryaceae)
9. Порядок Санталоцветные (Santalales)
  1. Медузандровые (Medusandraceae)
  2. Дипетодонтовые (Dipentodontaceae)
  3. Олаксовые (Olacaceae)
  4. Опилиевые (Opiliaceae)
  5. Санталовые (Santalaceae)
  6. Мизодендровые (Misodendraceae)
  7. Ремнецветниковые (Loranthaceae)
  8. Омеловые (Viscaceae)
  9. Эремолеписовые (Eremolepidaceae)
  10. Баланофоровые (Balanophoraceae)
10. Порядок Раффлезиецветные (Rafflesiales)
  1. Гидноровые (Hydnoraceae)
  2. Митрастемоновые (Mitrastemonaceae)
  3. Раффлезиевые (Rafflesiaceae)
11. Порядок Бересклетоцветные (Celastrales)
  1. Гейссоломовые (Geissolomataceae)
  2. Бересклетовые (Celastraceae)
  3. Hippocrateaceae
  4. Стакхузиевые (Stackhousiaceae)
  5. Сальвадоровые (Salvadoraceae)
  6. Tepuianthaceae
  7. Падубовые (Aquifoliaceae)
  8. Икациновые (Icacinaceae)
  9. Экстоксиковые (Aextoxicaceae)
  10. Кардиоптерисовые (Cardiopteridaceae)
  11. Коринокарповые (Corynocarpaceae)
  12. Дихапеталовые (Dichapetalaceae)
12. Порядок Молочаецветные (Euphorbiales)
  1. Самшитовые (Buxaceae)
  2. Симмондсиевые (Simmondsiaceae)
  3. Пандовые (Pandaceae)
  4. Молочайные (Euphorbiaceae)
13. Порядок Крушиноцветные (Rhamnales)
  1. Крушиновые (Rhamnaceae)
  2. Леевые (Leeaceae)
  3. Виноградовые (Vitaceae)
14. Порядок Льноцветные (Linales)
  1. Кокаиновые (Erythroxylaceae)
  2. Гумириевые (Humiriaceae)
  3. Ixonanthaceae
  4. Hugoniaceae
  5. Льновые (Linaceae)
15. Порядок Истодоцветные (Polygalales)
  1. Мальпигиевые (Malpighiaceae)
  2. Вошизиевые (Vochysiaceae)
  3. Тригониевые (Trigoniaceae)
  4. Тремандровые (Tremandraceae)
  5. Истодовые (Polygalaceae)
  6. Xanthophyllaceae
  7. Крамериевые (Krameriaceae)
16. Порядок Сапиндоцветные (Sapindales)
  1. Клекачковые (Staphyleaceae)
  2. Медовиковые (Melianthaceae)
  3. Бретшнейдеровые (Bretschneideraceae)
  4. Аканиевые (Akaniaceae)
  5. Сапиндовые (Sapindaceae)
  6. Конскокаштановые (Hippocastanaceae)
  7. Клёновые (Aceraceae)
  8. Бурзеровые (Burseraceae)
  9. Сумаховые (Anacardiaceae)
  10. Юлианиевые (Julianiaceae)
  11. Симарубовые (Simaroubaceae)
  12. Кнеоровые (Cneoraceae)
  13. Мелиевые (Meliaceae)
  14. Рутовые (Rutaceae)
  15. Парнолистниковые (Zygophyllaceae)
17. Порядок Гераниецветные (Geraniales)
  1. Кисличные (Oxalidaceae)
  2. Гераниевые (Geraniaceae)
  3. Лимнантовые (Limnanthaceae)
  4. Настурциевые (Tropaeolaceae)
  5. Бальзаминовые (Balsaminaceae)
18. Порядок Сельдереецветные (Apiales)
  1. Аралиевые (Araliaceae)
  2. Сельдерейные, или Зонтичные (Apiaceae)

### Подкласс Asteridae
1. Порядок Горечавкоцветные (Gentianales)
  1. Логаниевые (Loganiaceae)
  2. Горечавковые (Gentianaceae)
  3. Saccifoliaceae
  4. Кутровые (Apocynaceae)
  5. Ластовневые (Asclepiadaceae)
2. Порядок Паслёноцветные (Solanales)
  1. Дюкеодендровые (Duckeodendraceae)
  2. Нолановые (Nolanaceae)
  3. Паслёновые (Solanaceae)
  4. Вьюнковые (Convolvulaceae)
  5. Повиликовые (Cuscutaceae)
  6. Ретциевые (Retziaceae)
  7. Вахтовые (Menyanthaceae)
  8. Синюховые (Polemoniaceae)
  9. Водолистниковые (Hydrophyllaceae)
3. Порядок Ясноткоцветные (Lamiales)
  1. Ленноовые (Lennoaceae)
  2. Бурачниковые (Boraginaceae)
  3. Вербеновые (Verbenaceae)
  4. Яснотковые, или Губоцветные (Lamiaceae)
4. Порядок Болотникоцветные (Callitrichales)
  1. Хвостниковые (Hippuridaceae)
  2. Болотниковые (Callitrichaceae)
  3. Гидростахиевые (Hydrostachyaceae)
5. Порядок Подорожникоцветные (Plantaginales)
  1. Подорожниковые (Plantaginaceae)
6. Порядок Норичникоцветные (Scrophulariales)
  1. Буддлеевые (Buddlejaceae)
  2. Маслиновые (Oleaceae)
  3. Норичниковые (Scrophulariaceae)
  4. Глобуляриевые (Globulariaceae)
  5. Миопоровые (Myoporaceae)
  6. Заразиховые (Orobanchaceae)
  7. Геснериевые (Gesneriaceae)
  8. Акантовые (Acanthaceae)
  9. Кунжутовые (Pedaliaceae)
  10. Бигнониевые (Bignoniaceae)
  11. Mendonciaceae
  12. Пузырчатковые (Lentibulariaceae)
7. Порядок Колокольчикоцветные (Campanulales)
  1. Пентафрагмовые (Pentaphragmataceae)
  2. Sphenocleaceae
  3. Колокольчиковые (Campanulaceae)
  4. Стилидиевые (Stylidiaceae)
  5. Донатиевые (Donatiaceae)
  6. Брунониевые (Brunoniaceae)
  7. Гудениевые (Goodeniaceae)
8. Порядок Мареноцветные (Rubiales)
  1. Мареновые (Rubiaceae)
  2. Телигоновые (Theligonaceae)
9. Порядок Ворсянкоцветные (Dipsacales)
  1. Жимолостные (Caprifoliaceae)
  2. Адоксовые (Adoxaceae)
  3. Валериановые (Valerianaceae)
  4. Ворсянковые (Dipsacaceae)
10. Порядок Калицероцветные (Calycerales)
  1. Калицеровые (Calyceraceae)
11. Порядок Астроцветные (Asterales)
  1. Астровые, или Сложноцветные (Asteraceae)

## КлассОднодольные(Liliopsida)

### Подкласс Alismatidae
1. Порядок Частухоцветные (Alismatales)
  1. Сусаковые (Butomaceae)
  2. Лимнохарисовые (Limnocharitaceae)
  3. Частуховые (Alismataceae)
2. Порядок Водокрасоцветные (Hydrocharitales)
  1. Водокрасовые (Hydrocharitaceae)
3. Порядок Наядоцветные (Najadales)
  1. Апоногетоновые (Aponogetonaceae)
  2. Шейхцериевые (Scheuchzeriaceae)
  3. Ситниковидные (Juncaginaceae)
  4. Рдестовые (Potamogetonaceae)
  5. Руппиевые (Ruppiaceae)
  6. Наядовые (Najadaceae)
  7. Дзанникеллиевые (Zannichelliaceae)
  8. Посидониевые (Posidoniaceae)
  9. Цимодоцеевые (Cymodoceaceae)
  10. Взморниковые (Zosteraceae)
4. Порядок Триурисоцветные (Triuridales)
  1. Петросавиевые (Petrosaviaceae)
  2. Триурисовые (Triuridaceae)

### Подкласс Arecidae
1. Порядок Пальмоцветные (Arecales)
  1. Пальмовые (Arecaceae)
2. Порядок Циклантоцветные (Cyclanthales)
  1. Циклантовые (Cyclanthaceae)
3. Порядок Панданоцветные (Pandanales)
  1. Пандановые (Pandanaceae)
4. Порядок Аронникоцветные (Arales)
  1. Аировые (Acoraceae)
  2. Ароидные (Araceae)
  3. Рясковые (Lemnaceae)

### Подкласс Commelinidae
1. Порядок Коммелиноцветные (Commelinales)
  1. Рапатеевые (Rapateaceae)
  2. Ксирисовые (Xyridaceae)
  3. Майяковые (Mayacaceae)
  4. Коммелиновые (Commelinaceae)
2. Порядок Эриокаулоновые (Eriocaulales)
  1. Шерстестебельниковые (Eriocaulaceae)
3. Порядок Рестиецветные (Restionales)
  1. Флагеллариевые (Flagellariaceae)
  2. Жуанвилеевые (Joinvilleaceae)
  3. Рестиевые (Restionaceae)
  4. Центролеписовые (Centrolepidaceae)
4. Порядок Ситникоцветные (Juncales)
  1. Ситниковые (Juncaceae)
  2. Турниевые (Thurniaceae)
5. Порядок Осокоцветные (Cyperales)
  1. Осоковые (Cyperaceae)
  2. Злаки (Poaceae)
6. Порядок Гидателлоцветные (Hydatellales)
  1. Гидателловые (Hydatellaceae)
7. Порядок Рогозоцветные (Typhales)
  1. Ежеголовниковые (Sparganiaceae)
  2. Рогозовые (Typhaceae)

### Подкласс Zingiberidae
1. Порядок Бромелиецветные (Bromeliales)
  1. Бромелиевые (Bromeliaceae)
2. Порядок Имбирецветные (Zingiberales)
  1. Стрелитциевые (Strelitziaceae)
  2. Геликониевые (Heliconiaceae)
  3. Банановые (Musaceae)
  4. Ловиевые (Lowiaceae)
  5. Имбирные (Zingiberaceae)
  6. Костусовые (Costaceae)
  7. Канновые (Cannaceae)
  8. Марантовые (Marantaceae)

### Подкласс Liliidae
1. Порядок Лилиецветные (Liliales)
  1. Филидровые (Philydraceae)
  2. Понтедериевые (Pontederiaceae)
  3. Гемодоровые (Haemodoraceae)
  4. Цианастровые (Cyanastraceae)
  5. Лилейные (Liliaceae)
  6. Ирисовые (Iridaceae)
  7. Веллозиевые (Velloziaceae)
  8. Алоевые (Aloeaceae)
  9. Агавовые (Agavaceae)
  10. Ксанторреевые (Xanthorrhoeaceae)
  11. Гангуановые (Hanguanaceae)
  12. Такковые (Taccaceae)
  13. Стемоновые (Stemonaceae)
  14. Сассапарилевые (Smilacaceae)
  15. Диоскорейные (Dioscoreaceae)
2. Порядок Орхидноцветные (Orchidales)
  1. Geosiridaceae
  2. Бурманниевые (Burmanniaceae)
  3. Корсиевые (Corsiaceae)
  4. Орхидные (Orchidaceae)